# Вершининцы (Оричевский район)
Вершининцы — деревня в Оричевском районе Кировской области в составе Шалеговского сельского поселения.

## География
Расположена на расстоянии примерно 13 км по прямой на запад-юго-запад от райцентра поселка Оричи.

## История
Известна с 1629 года как починок Никифорки Вершинина, в 1678 году 3 двора, в 1765 году 65 жителей. В 1873 году в деревне Никифора Вершинина (Вершиничи) дворов 11 и жителей 114, в 1905  (Никифора Вершинина или Вершинины) 29 и 173, в 1926 (Вершинцы или Никифора Вершинина) 30 и 139, в 1950 24 и 73, в 1989 году оставалось 13 жителей. 

## Население
Постоянное население  составляло 8 человек (русские 100%) в 2002 году, 2 в 2010.